# Úsilné
Úsilné település Csehországban, a České Budějovice-i járásban. Úsilné Libníč, Hůry, Hrdějovice, Borek és České Budějovice településekkel határos. Lakosainak száma 496 fő (2024. január 1.).

## Népesség
A település lakosságának változását az alábbi diagram mutatja:
| Lakosok száma | 277  | 350  | 568  | 296  | 272  | 316  | 486  | 490  | 507  | 496  |
|               | 1869 | 1890 | 1921 | 1950 | 1980 | 2001 | 2017 | 2019 | 2022 | 2024 |